# 토요타 모터 공장 켄터키 법인 대 윌리엄즈 소송
‘토요타 모터 공장 켄터키 법인 대 윌리엄즈', 연방 534번 184쪽(2002)은, 하나의 사건인데 거기서 연방 대법원은 "상당히 훼손시킨다"라는 문구를 1990년의 미국 장애인법에서 쓰이는 대로 해석했다.
피고인, 엘라 윌리엄즈 승소로 부분적 사실심리생략판결을 내린 항소법원에 의한 결정을 그것은 파기했는데, 수작업을 하는 것에 있어서의 그녀의 할 수 없음을 장애로 인정했었던 결정 말이다.